# Вашингтон (округ, Арканзас)
Ва́шингтон (англ. Washington County) — округ, расположенный в штате Арканзас, США с населением в 250 057 человек по статистическим данным переписи 2020 года. Столица округа находится в городе Фейетвилл.

## История
Округ Вашингтон был образован 17 октября 1828 года из округа Лавли, который являлся частью Индейской территории. Он стал семнадцатым по счёту округом Арканзаса и получив своё название в честь первого президента США Джорджа Вашингтона.
Конфликт между осейджами и чероки на территории нынешнего округа приводил к регулярным рейдам, которым лидеры индейцев и армии Соединенных Штатов пытались положить конец, зачастую безрезультатно. Уильям Л. Лавли был назначен правительством США посредником западных чероки и стремился урегулировать спор между двумя враждующими племенами и белыми поселенцами. В 1816 году Лавли совершил «Покупку Лавли». Западная граница земли чероки, которая включала части округа Вашингтон, была расплывчатой и оставалась неисследованной до 1825 года.
13 октября 1827 года был издан каз обуразования округа Лавли. Округ просуществовал всего год. В 1828 году, уже после расформирования округа Лавли (большая часть которого осталась в Индейской Территории) и образования округа Вашингтон, территория была открыта для поселенцев. К 1830 году появились поселения Кейн-Хилл, Шайло (нынешний Спрингдейл) и Фейетвилл.

## География
По данным Бюро переписи населения США округ Вашингтон имеет общую площадь в 2476 квадратных километров, из которых 2460 кв. километров занимает земля и 16 кв. километров — вода. Площадь водных ресурсов округа составляет 0,66 % от всей его площади.

### Соседние округа
- Бентон — север
- Мадисон — восток
- Крофорд — юг
- Адэр, (Оклахома) — запад

## Демография

Диаграмма распределения населения округа по возрастным диапазонам. Данные переписи населения 2000 года

По данным переписи населения 2000 года в округе Вашингтон проживало 157 715 человек, 39 459 семей, насчитывалось 60 151 домашних хозяйств и 64 330 жилых домов. Средняя плотность населения составляла 64 человека на один квадратный километр. Расовый состав округа по данным переписи распределился следующим образом: 88,00 % белых, 2,24 % чёрных или афроамериканцев, 1,25 % коренных американцев, 1,54 % азиатов, 0,53 % выходцев с тихоокеанских островов, 2,17 % смешанных рас, 4,26 % — других народностей. Испано- и латиноамериканцы составили 8,20 % от всех жителей округа.
Из 60 151 домашних хозяйств в 32,50 % — воспитывали детей в возрасте до 18 лет, 52,30 % представляли собой совместно проживающие супружеские пары, в 9,40 % семей женщины проживали без мужей, 34,40 % не имели семей. 25,80 % от общего числа семей на момент переписи жили самостоятельно, при этом 7,10 % составили одинокие пожилые люди в возрасте 65 лет и старше. Средний размер домашнего хозяйства составил 2,52 человек, а средний размер семьи — 3,07 человек.
Население округа по возрастному диапазону по данным переписи 2000 года распределилось следующим образом: 25,00 % — жители младше 18 лет, 15,30 % — между 18 и 24 годами, 30,20 % — от 25 до 44 лет, 19,50 % — от 45 до 64 лет и 9,90 % — в возрасте 65 лет и старше. Средний возраст жителей округа составил 31 год. На каждые 100 женщин в округе приходилось 100,40 мужчин, при этом на каждых сто женщин 18 лет и старше приходилось 98,70 мужчин также старше 18 лет.
Средний доход на одно домашнее хозяйство в округе составил 34 691 долларов США, а средний доход на одну семью в округе — 42 795 долларов. При этом мужчины имели средний доход в 29 428 долларов США в год против 21 769 долларов США среднегодового дохода у женщин. Доход на душу населения в округе составил 17 347 долларов США в год. 9,40 % от всего числа семей в округе и 14,60 % от всей численности населения находилось на момент переписи населения за чертой бедности, при этом 16,50 % из них были моложе 18 лет и 10,20 % — в возрасте 65 лет и старше.

## Главные автодороги
- I-540
- US 62
- US 71
- US 412
- AR 16
- AR 45
- AR 59
- AR 74

## Населённые пункты

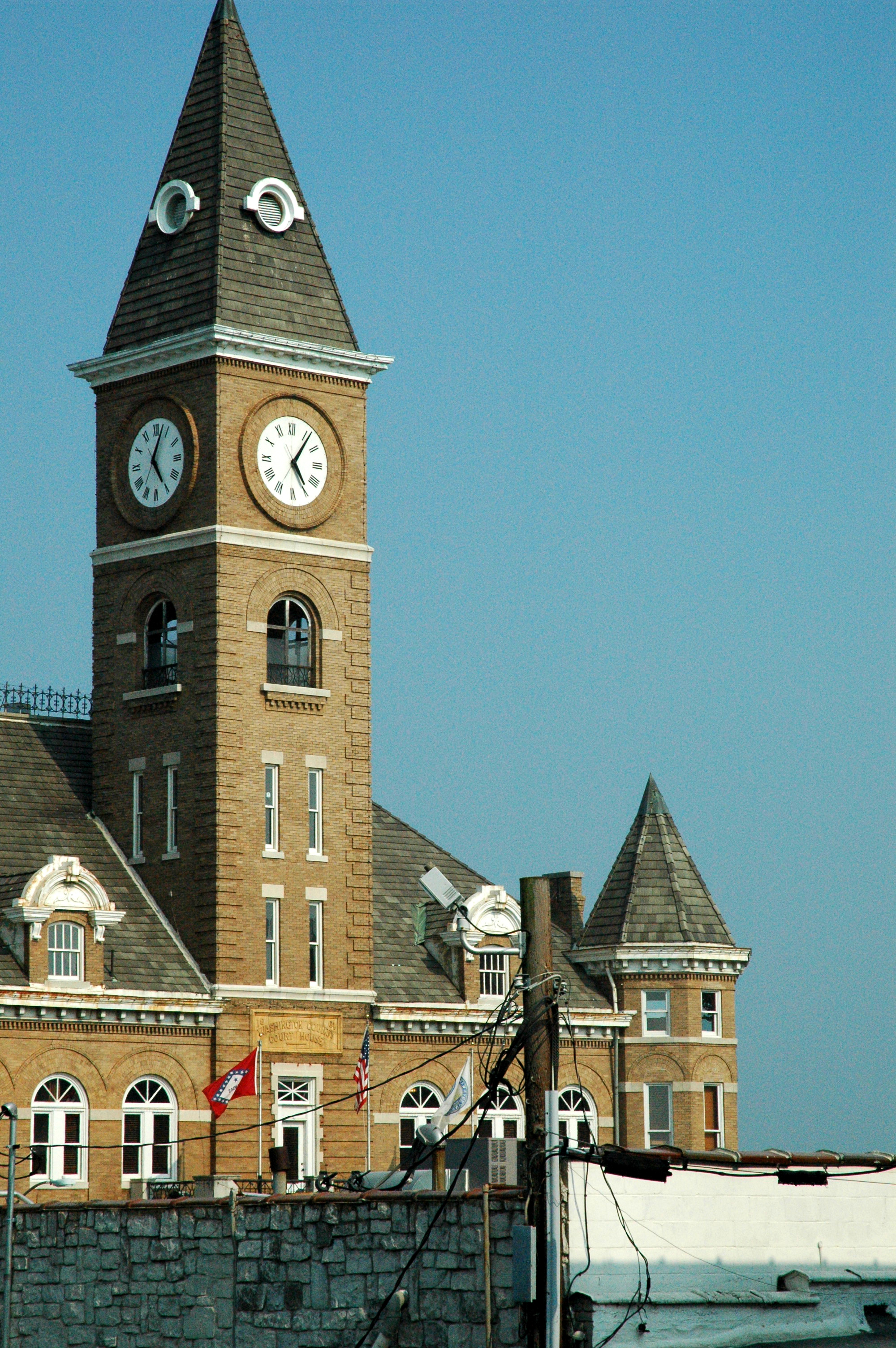
Здание окружного суда в городе Фейетвилл

### Города
- Элкинс
- Элм-Спрингс
- Фармингтон
- Фейетвилл
- Гошен
- Гринленд
- Джонсон
- Линкольн
- Прери-Гров
- Спрингдейл
- Тонтитаун
- Уэст-Форк
- Уинслоу

### Сообщества
- Канехилл
- Саммерс

## Образовательные учреждения
В округе Вашингтон находятся восемь школьных округов:
- школьный округ Элкинс
- школьный округ Фармингтон
- школьный округ Фейетвилл
- школьный округ Гринленд
- школьный округ Линкольн
- школьный округ Прэйри-Гров
- школьный округ Гриндейл
- школьный округ Вест-Форк.

Школьный округ Элкинс включает в себя следующие учреждения:
- начальная школа Элкинс
- общеобразовательная школа Элкинс
- школа второй ступени Элкинс
- колледж Элкинс.

Школьный округ Фармингтон включает в себя следующие учреждения:
- начальная школа имени Боба Фолсома
- общеобразовательная школа имени Джерри «Поп» Уильямса
- средняя школа имени Ледбеттера
- школа второй ступени имени Рэндалла Линча
- колледж Фармингтон.

Школьный округ Фейетвилл включает в себя следующие учреждения:
- начальная школа Азбелл
- общеобразовательная школа Баттерфилд
- общеобразовательная школа Хэппи-Холлоу
- общеобразовательная школа Холкомб
- общеобразовательная школа Леверетт
- общеобразовательная школа Оул-Крик
- общеобразовательная школа Рут
- общеобразовательная школа Вандергрифф
- общеобразовательная школа Вашингтон
- школа второй ступени имени Холта
- школа второй ступени имени Мак-Нейра
- колледж Ремэй-Джуниор
- колледж Вудленд-Джуниор
- колледж Фейетвилл
- Школа инноваций Алпс
- Виртуальная академия Фейетвилла

Школьный округ Гринленд включает в себя следующие учреждения:
- общеобразовательная школа Гринленд
- школа второй ступени Гринленд
- колледж Гринленд.

Школьный округ Линкольн включает в себя следующие учреждения:
- общеобразовательная школа Линкольн
- школа второй ступени Линкольн
- колледж Линкольн.

Школьный округ Прэйри-Гров включает в себя следующие учреждения:
- начальная школа Прэйри-Гров
- средняя школа Прэйри-Гров
- школа второй ступени Прэйри-Гров
- колледж Прэйри-Гров.

Школьный округ Спрингдейл включает в себя следующие учреждения:
- общеобразовательная школа Бэйари
- общеобразовательная школа Бернайс Янг
- общеобразовательная школа Элмдейл
- общеобразовательная школа Джорджа
- общеобразовательная школа Хорп
- общеобразовательная школа Хант
- общеобразовательная школа имени Джона Тайсона
- общеобразовательная школа Джонс
- общеобразовательная школа Ли
- общеобразовательная школа Монитор
- общеобразовательная школа Парсон-Хиллс
- общеобразовательная школа Шоу
- общеобразовательная школа имени Т. Г. Смита
- общеобразовательная школа Тёрнбоу
- общеобразовательная школа Уолкера
- общеобразовательная школа Уэствуд
- школа второй ступени имени Хелены Тайсон
- школа второй ступени Хеллштерн
- школа второй ступени имени Дж. Оу. Келли
- колледж Сентрел-Джуниор
- колледж Джордж-Юниор
- колледж Саутвест-Джуниор
- колледж Спрингдейл
- колледж Спрингдейл Хар-Бир

Школьный округ Вест-Форк включает в себя следующие учреждения:
- общеобразовательная школа Вест-Форк
- школа второй ступени Вест-Форк
- колледж Вест-Форк.